# Ian Rowland
Ian Rowland är en mentalist/tankeläsare/spåman och författare som bor i London, England. Han har skrivit The Full Facts Book of Cold Reading, en bok som förklarar hur magiker, medier, tarotläsare och andra kan använda en teknik som kallas cold reading för att få det att verka som de vet onaturligt mycket om en person.

## Fotnoter
1. ↑  Virtual International Authority File, OCLC, VIAF-ID: 309833396, läst: 25 maj 2018.[källa från Wikidata]